# ARA La Argentina (D-11)
El destructor ARA La Argentina (D-11) es un destructor MEKO 360 de la Armada Argentina construido en los astilleros de Blohm + Voss situados en Hamburgo, Alemania Occidental. Fue botado en 1981 y asignado en 1983. Actualmente presta servicio activo con la División de Destructores (DVDE) con asiento en la base naval de Puerto Belgrano.

## Construcción y entrada en servicio
La construcción de este buque fue autorizada bajo el Plan Nacional de Construcciones Navales del Comando General de la Armada, aprobado por el decreto N.º 956 «S» del 28 de marzo de 1974. El decreto mencionado se complementó con el N.º 285 «S» del 29 de enero de 1979 que aprobó la contratación celebrada con la firma Blohm + Voss.
Este buque fue botado el 25 de septiembre de 1981 siendo su madrina Nelly Sánchez Loria de Anaya, esposa del comandante en jefe de la Armada. Arribó a la Base Naval Puerto Belgrano el 18 de julio de 1983 y se incorporó a la 2.ª División de Destructores (actual División de Destructores) el 4 de agosto de ese mismo año.

## Servicio operativo

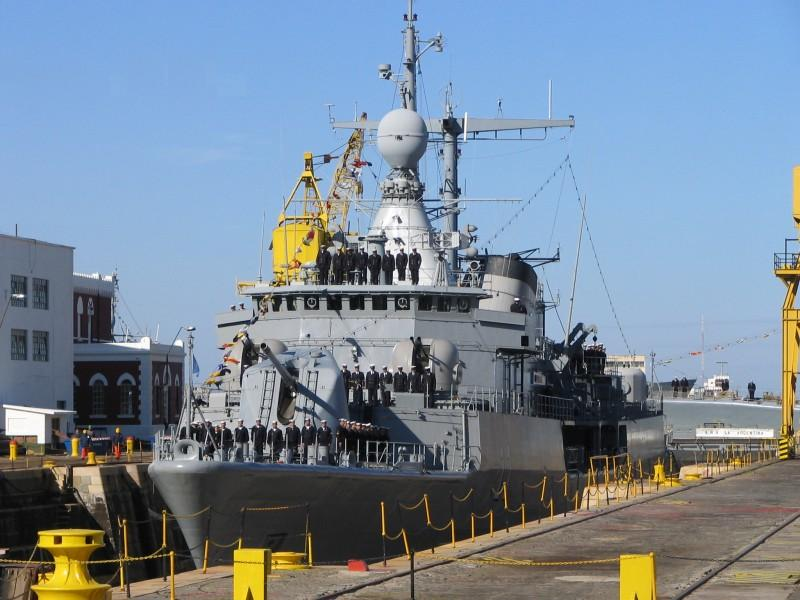
Destructor misilístico ARA La Argentina en el dique seco de la Base Naval Puerto Belgrano, en el acto por el Día de la Armada, el 17 de mayo de 2005.

Las misiones de este destructor MEKO-360 comprenden la vigilancia marítima de la Zona Económica Exclusiva (Control del Mar); el ataque a blancos de superficie transhorizonte (guiado por helicóptero AS-555SN "Fennec") con los Exocet MM-40; el ataque a blancos submarinos con los torpedos Whitehead AS-244; la defensa aérea de punto con los misiles Selenia/Elsag Albatros y los cañones Breda Bofors de 40 mm y el ataque a blancos costeros o de superficie con el cañón Oto Melara de 127 mm. Desde que fue incorporado a la 2.ª División de Destructores (actual División de Destructores) participa activamente en ejercitaciones (llamadas Etapas de Mar) con el resto de los buques de la Flota de Mar, el Comando Naval Anfibio y Logístico, la División de Patrullado Marítimo, la Fuerza de Submarinos y aviones y helicópteros de la Aviación Naval. También han tomado parte en numerosas operaciones navales con unidades de otros países.
Se alistó para intervenir en operaciones de combate en el golfo Pérsico en 1998 junto a la corbeta ARA Parker, ante una eventual segunda intervención contra el régimen de Saddam Hussein debido a las tensiones de ese año, finalmente este despliegue no se produjo.
Entre sus despliegues, la unidad tomó parte en las ediciones 1998 y 2000 del ejercicio combinado UNITAS.
Durante 2006 intervino en el ejercicio combinado Fraterno. En septiembre de ese año participó, junto con la corbeta ARA Espora y el buque logístico ARA Patagonia del ejercicio Integración con la Armada de Chile en aguas del océano Pacífico. También en 2006, culminó un proceso de mejoras que incluyeron un agrandamiento de su cubierta de vuelo, la cual comenzó a ser capaz de operar helicópteros SH-3 Sea King.
En 2008 efectuó un lanzamiento del misil antiaéreo Aspide, luego de haber sido repotenciado por la empresa argentina CITEFA. También formó parte del ejercicio aeronaval combinado Gringo-Gaucho, en donde la nave protagonista fue el USS George Washington. Ese mismo año recorrió los canales fueguinos, ejerciendo el derecho de paso en los pasos interoceánicos, visitando posteriormente el puerto de Ushuaia.

### Década de 2010
Las actividades operativas son variadas. La participación en ejercicios conjuntos y combinados es constante, realizando despliegues en diferentes puntos del Mar Argentino y del extranjero.
La unidad prestó apoyo durante su derrotero a la Regata Bicentenario Velas Sudamérica 2010.
En marzo de 2015, navegó 2500 millas náuticas y realizó búsqueda visual y con radar día y noche del pesquero taiwanés Hsiang Fu Chuen, desaparecido a 1200 millas náuticas de la costa argentina, sin resultado favorable. En 2017 a poco de asumir como Ministro de Defensa el radical Oscar Aguad se produjo una controversia en las relaciones castrenses multinacionales ya que la Armada Argentina se quedó fuera de las ejercitaciones navales Unitas porque no se autorizó a tiempo el despliegue hacia Perú del destructor ARA La Argentina en el Ejercicio Multinacional UNITAS 2017 que reúne a más de 3500 marinos y alrededor de 60 unidades navales, terrestres y aéreas.

### Década de 2020
En septiembre de 2024 el destructor La Argentina participó del ejercicio conjunto "Aonikenk" llevado a cabo en Baterías y Puerto Belgrano junto con elementos de la Marina y de las otras Fuerzas Armadas.

## Sensores
- Control de Armas: 2 Signaal Lirod Director; 1 Signaal WM25.
- Radares: un radar Signaal DA08 con IFF de alerta temprana; un radar de navegación y control de helicópteros Signaal ZW06; un radar de navegación Decca TM 1226; un radar de control de tiro Signaal STIR.
- Sonar: Atlas Elektronik 80 (DSQS-21BZ)
- Sistema de Contramedidas Electrónicas: SPHINX-SCIMITAR

## Su nombre
Es el octavo buque que en la Armada Argentina lleva este nombre, en homenaje a la fragata que en 1817 realizó la famosa campaña corsaria al mando de Hipólito Bouchard alrededor del mundo. Sus antecesores son: goleta La Argentina (1828), fragata corsaria La Argentina (1816); corbeta La Argentina (1828); goleta corsaria La Argentina (1828); barca La Argentina (1868); corbeta mixta La Argentina (1884); yate clase internacional de 6 m La Argentina (1945) y crucero ligero ARA La Argentina (1937).